# Neotaracia unimacula
Neotaracia unimacula är en tvåvingeart som beskrevs av Foote 1979. Neotaracia unimacula ingår i släktet Neotaracia och familjen borrflugor. Inga underarter finns listade i Catalogue of Life.